# أغوستين بيرنال
أغوستين بيرنال (بالإسبانية: Agustín Bernal)‏ هو مخرج وممثل مكسيكي، ولد في 1959 في Parácuaro ‏ في المكسيك، وتوفي في 8 يناير 2018 في تكساس في الولايات المتحدة بسبب نوبة قلبية.

## وصلات خارجية
- أغوستين بيرنال على موقع IMDb (الإنجليزية)
- أغوستين بيرنال على موقع أول موفي (الإنجليزية)
- أغوستين بيرنال على موقع قاعدة بيانات الفيلم (الإنجليزية)
- أغوستين بيرنال على موقع كينوبويسك (الروسية)